# Episodi di Élite (terza stagione)
La terza stagione della serie televisiva Élite, composta da 8 episodi, è stata interamente pubblicata dal servizio on demand Netflix il 13 marzo 2020.

| nº | Titolo originale   | Titolo italiano    | Pubblicazione |
| -- | ------------------ | ------------------ | ------------- |
| 1  | Carla              | Carla              | 13 marzo 2020 |
| 2  | Samuel y Guzmán    | Samuel e Guzmán    | 13 marzo 2020 |
| 3  | Cayetana y Valerio | Cayetana e Valerio | 13 marzo 2020 |
| 4  | Lu                 | Lu                 | 13 marzo 2020 |
| 5  | Ander              | Ander              | 13 marzo 2020 |
| 6  | Rebeka             | Rebeka             | 13 marzo 2020 |
| 7  | Nadia y Omar       | Nadia e Omar       | 13 marzo 2020 |
| 8  | Polo               | Polo               | 13 marzo 2020 |

## Carla
- Titolo originale: Carla
- Diretto da: Ramón Salazar
- Scritto da: Carlos Montero e Darío Madrona

### Trama
Durante la festa di diploma un ragazzo precipita dalla vetrata sulla pista da ballo della discoteca. Interrogando Carla, la detective dichiara che il ragazzo caduto era già morto per una pugnalata al cuore. In un flashback, si vede Carla nascondere nella sua borsetta il collo di una bottiglia rotta tra tracce di sangue.
Cinque mesi prima. Polo, in libertà su cauzione, ritorna a Las Encinas tra il malumore degli studenti. Il giudice, per stabilirne la colpevolezza dell'omicidio di Marina, fissa in tribunale un confronto diretto tra lui e la sua accusatrice Carla. Samuel e sua madre sono contattati da Nano, che si sta rifacendo una vita all'estero ma non può rientrare in Spagna fino a quando Polo non sarà formalmente incriminato. Omar nota un rigonfiamento all'inguine di Ander, invitando il fidanzato a farlo controllare. Rebeka dichiara a Nadia di aver superato la cotta per Samuel, ma in realtà non è così e, per provare a dimenticarlo, cerca di far sesso con Valerio, che però è vittima della disfunzione erettile, causata dalle svariate sostanze che assume. Confidandosi con Rebeka, Valerio rivela che da quando è stato cacciato di casa vive in macchina. Nadia vede un ragazzo nero dal fare sospetto aggirarsi furtivamente in negozio e lo invita ad aprire lo zaino, scoprendo che in realtà non ha rubato nulla.
Il padre di Carla, minacciando di mandare in rovina la madre, convince Carla a ritrattare le sue accuse su Polo all'udienza in tribunale, cosa che causerà lo sdegno di Guzmán. Ander si sottopone al controllo medico e dice a Omar che non è nulla di preoccupante. Amareggiato dalla ritrattazione di Carla, Samuel accetta la proposta della madre di lasciare Las Encinas e raggiungere Nano all'estero. Saputo che Valerio sta vivendo in macchina, Lu approfitta dell'assenza del padre per invitarlo a stare a casa sua. Il genitore tuttavia rientra prima del previsto e, furioso per il comportamento di Lu, le taglia i viveri e annuncia che una volta diventata maggiorenne dovrà andarsene di casa. Nadia scopre che il ragazzo visto nel suo negozio è Malick, figlio dell'uomo più ricco del Senegal e nuovo studente di Las Encinas. Avendole dato la dimostrazione che è caduta nei classici pregiudizi degli occidentali, Malick la invita a bere un caffè.
A Las Encinas si svolge la settimana dell'Orientation Day in cui i selezionatori delle più importanti università del mondo valutano le candidature per le borse di studio ma per vari motivi nessuno dei colloqui va a buon a fine. Guzmán perde la testa nel vedere Polo con la cartellina dell'Università di Oxford, la stessa in cui avrebbe voluto andare Marina, e gli tira un pugno. La preside ammonisce gli studenti che Polo è stato dichiarato innocente dal tribunale e che da ora in poi chiunque gli farà del male verrà punito con l'espulsione.
Presente. Il ragazzo morto in discoteca è Polo. Carla dichiara di averlo amato e, alla richiesta della detective, lascia ispezionare la sua borsetta in cui non è trovato nulla di compromettente.

## Samuel e Guzmán
- Titolo originale: Samuel y Guzmán
- Diretto da: Ramón Salazar
- Scritto da: Carlos Montero e Darío Madrona

### Trama
Dopo aver visto Polo all'ingresso della discoteca, Samuel ruba un coltello dal bancone del bar.
Passato. La preside annuncia la disponibilità di una borsa di studio per la Columbia University. Samuel ha scoperto che a finanziare quest'iniziativa è la famiglia di Polo, un escamotage per provare a ripulire l'immagine del ragazzo, e invita i compagni a non presentare domanda. Questo genera un'inattesa discussione con Guzmàn, il quale invece desidera sotterrare l'ascia di guerra con Polo e lo invita a casa sua per riconciliarsi. Ander scopre di avere la leucemia e che dovrà immediatamente sottoporsi a un ciclo di chemioterapia. Questo lo costringe a dire la verità a sua madre, convinta che il figlio supererà questa battaglia, e a Omar, trattato con freddezza dal fidanzato che lo invita a lasciarlo perché in fondo la loro non era una storia importante. Nadia si candida alla borsa di studio per la Columbia e si indispettisce quando scopre che a concorrere c'è anche Lu, la quale con il suo tenore familiare potrebbe permettersi qualsiasi università e quindi dovrebbe lasciare quest'occasione a chi è meno abbiente. Guzmàn continua a professare il suo amore per Nadia, la quale invece sta cominciando a conoscere meglio Malick. A Las Encinas è tornato Yeray, uno studente che si è sottoposto a una cura per dimagrire. Rimasto da solo in casa dopo la partenza di sua madre, Samuel è alla ricerca di un coinquilino con cui dividere le spese. Rebeka lo mette in contatto con Valerio, che vive ancora in macchina.
L'invito a casa era in realtà un tranello ordito da Guzmàn per tenere Polo sotto sequestro e fargli confessare l'omicidio di Marina. Polo rifiuta di dire dove ha nascosto il trofeo, però messo alle strette dichiara che l'omicidio è stato un incidente. Fuori di sé dall'ira, Guzmàn tenta di strangolare Polo e solo l'intervento di Samuel, chiamato ad assistere all'interrogatorio, evita conseguenze irreparabili. Omar si presenta alla prima chemio di Ander, riconciliandosi con il fidanzato in un momento così importante. Disposta a tutto pur di avere la borsa di studio, Nadia minaccia Lu di divulgare la notizia della sua liason con il fratellastro Valerio. Lu racconta a Nadia che si è candidata perché è rimasta senza soldi, quindi ha assolutamente bisogno di quel posto. Scusandosi con lei, Nadia accetta di avere una competizione leale. Yeray avvicina Carla, ringraziandola perché fu l'unica a difenderlo dalla valanga di insulti ricevuti sui social per la sua obesità. Carla accetta di uscire con Yeray, ma con i secondi fini di ingelosire Samuel e salvare gli affari della sua famiglia, sfruttando le azioni in Borsa possedute dal ragazzo attraverso la sua startup. Alla disperata ricerca di droga, Valerio accetta di conoscere la madre di Rebeka che abitualmente organizza "feste di lavoro". Umiliato dalla madre di Rebeka per il suo elemosinare droga, Valerio si rende conto che deve cambiare vita. Rebeka e Samuel si avvicinano, benché il ragazzo non appaia veramente preso da lei.
Presente. Guzmàn dichiara alla detective che si era riconciliato con Polo, quindi non è stato lui a ucciderlo. Samuel smentisce di essere stato visto arrabbiato come riferito da altri testimoni. Guzmàn si precipita sul cadavere di Polo, sembrando realmente dispiaciuto per la morte del suo vecchio amico.

## Cayetana e Valerio
- Titolo originale: Cayetana y Valerio
- Diretto da: Ramón Salazar
- Scritto da: Carlos Montero e Darío Madrona

### Trama
Cayetana e Valerio stanno ballando insieme. Alla vista di Polo, Valerio afferma che ha una bella faccia tosta a mostrarsi in pubblico. Dopodiché ordina una bottiglia di champagne al bar.
Passato. A Las Encinas iniziano a circolare messaggi divulgati da un profilo Twitter intestato a Polo in cui dichiara di essere l'assassino di Marina. Samuel è convocato in centrale perché la polizia sta cercando di convincere il procuratore a ritirare le accuse contro Nano, consentendogli di mettere fine alla sua fuga. Disponibili a mettere una buona parola, i poliziotti vorrebbero che Samuel li aiutasse a incastrare la madre di Rebeka e i suoi traffici. I genitori di Nadia sono arrabbiati per aver trovato tra le sue cose il dépliant della borsa di studio alla Columbia, poiché preferirebbero che la figlia restasse a lavorare in negozio. Malick coglie l'occasione per presentarsi come il nuovo amico del cuore di Nadia, raccomandando loro di non privarla di questa grande opportunità e precisa che anche lui andrà a studiare a New York. Samuel riunisce i ragazzi per discutere la situazione Polo. Ander rivela che quest'ultimo ha tentato il suicidio, indispettendo Guzmàn che non lo vede abbastanza dalla sua parte. Sentendosi in colpa per questo fatto, Ander non vuole più sottoporsi alla chemio. Yeray invita Carla e i suoi genitori alla festa per il lancio in Borsa della sua startup. Carla accetta di partecipare controvoglia, poiché ritiene Yeray uno sbruffone arricchito, mentre suo padre è entuasiasta all'idea di mettersi in affari con un giovane ambizioso. Polo smette di andare a scuola e si rinchiude in camera, accettando di vedere solamente Cayetana, l'unica persona che gli è stata vicina da quando è finito in stato di fermo. I responsabili dell'account Twitter sono Guzmàn e Samuel.
Polo si presenta alla festa di Yeray accompagnato da Cayetana. Tutti li guardano di traverso, tranne Valerio che apprezza il loro essere anime diverse. Malick ha convinto i genitori di Nadia a concederle il permesso di partecipare alla festa, dove i due ragazzi si baciano. Omar rivela a Guzmàn che Ander è malato, portando i due amici a quel chiarimento di cui entrambi avevano bisogno. Guzmàn sprona Ander a riprendere la chemio. Andato via dalla festa in anticipo, Samuel diffonde l'ennesimo tweet contro Polo. Quest'ultimo esprime alle sue madri il desiderio di andarsene lontano. Tuttavia, la sua fama lo precede e nessuna scuola lo vuole tra i suoi studenti. Samuel posiziona una cimice della polizia sotto il tavolo della cucina di Rebeka. Cayetana cancella il profilo falso di Polo, rivelando di essere parte della congiura contro di lui. Polo lascia cadere all'ingresso della scuola un biglietto (probabilmente di Cayetana) con scritto Sei il contrario di un assassino, mi hai salvato la vita.
Presente. Valerio non è affatto dispiaciuto per quanto accaduto a Polo, pregando Cayetana di non dire cosa è successo. La detective interroga una spaventata Cayetana.

## Lu
- Titolo originale: Lu
- Diretto da: Ramón Salazar
- Scritto da: Carlos Montero e Darío Madrona

### Trama
Polo chiede a Lu di parlare, ma la ragazza gli tira il cocktail addosso e lo accusa di averle rovinato la vita. Lu acquista lo champagne, ma per il nervosismo si scontra con una ragazza e fa cadere la bottiglia, andata in frantumi. Guzmán la aiuta a ripulire, accorgendosi che manca il collo della bottiglia.
Passato. La polizia arresta la madre di Rebeka e mette sotto sequestro la casa. I ragazzi si prodigano per aiutarla a tirare avanti, mentre da dietro le sbarre la madre la sprona a combattere. Rebeka chiede ospitalità a Samuel, pentito di averle causato tutti questi problemi. Lu non si sente dell'umore di organizzare l'annuale festa di San Valentino, così le viene l'idea di tenere un party "al contrario" in cui i maschi dovranno vestirsi da donna e viceversa. Saputo che Polo e Cayetana parteciperanno accompagnando Valerio, Guzmán avverte Lu che non andrà alla sua festa se saranno presenti anche loro. Malick invita Nadia e i suoi genitori a un ristorante esclusivo, desiderando che anche Omar si unisca a loro. Da quando il padre si sta sottoponendo alla riabilitazione, Nadia è notevolmente impegnata in negozio, con il risultato di peggiorare il proprio rendimento scolastico e mettere a rischio la Columbia. Guzmán si presenta in negozio, accettando la sfida lanciatagli dal padre di Nadia di sostituirla per darle modo di recuperare con la scuola.
La preside invita Rebeka a firmare il modulo di ritiro, evitando conseguenze peggiori per lei e per il buon nome della scuola. La ragazza dà in escandescenze, accusando l'istituto di doppiopesismo per non avere adottato lo stesso metodo nei confronti di Polo, la cui famiglia è più benestante della sua. Samuel e gli altri ragazzi prendono le difese di Rebeka, dichiarandosi pronti a seguirla se dovrà lasciare Las Encinas. Samuel la aiuta a entrare in casa senza rompere i sigilli della polizia, recuperando la droga nascosta dentro il sacco da boxe. Valerio si offre di aiutarli a smerciarla, dividendo a metà i profitti. Carla è nervosa perché trova suo padre troppo accondiscendente verso Yeray, il quale vuole partecipare alla festa di Lu infrangendo il dress code. Omar si presenta alla cena familiare con Malick, riscontrando come il padre faccia ancora fatica ad accettare la sua omosessualità. Stuzzicato dalla madre che lo vede a disagio, Omar rivela la malattia di Ander e litiga con il padre, deluso perché sta trascurando gli studi per assistere quello che il genitore si ostina a non riconoscere come il suo fidanzato. Cacciato da Lu, Valerio raggiunge Polo e Cayetana che alla fine hanno deciso di trascorrere la serata per conto loro. Ritrovatisi dopo cena alla festa di Lu, Malick rivela a Omar di essere gay e inizia a baciarlo. Ander si presenta alla festa, scusandosi con Omar per il suo comportamento, non accorgendosi di quanto accaduto tra lui e Malick grazie all'intervento di Lu. Guzmán rivela a Nadia di amarla, ma la ragazza dice che sente Malick a lei più affine. Samuel bacia Rebeka dopo che la ragazza ha detto di amarlo al punto di sacrificare ogni cosa per lui. La preside ha convinto il comitato direttivo di Las Encinas a far restare Rebeka, avvertendola però che è indietro con i pagamenti delle rate. Valerio propone di spacciare la droga a scuola, un mercato da cui possono guadagnare parecchi soldi. Polo vuole che Lu sia gentile con Cayetana, minacciandola in caso contrario di farle perdere la borsa di studio alla Columbia, patrocinata dalle sue madri.
Presente. Venuto il suo turno di testimoniare, Lu è parecchio nervosa e Nadia la invita a mentire. La detective chiede di sapere cosa la rende così agitata e Lu dice di aver visto l'assassino di Polo.

## Ander
- Titolo originale: Ander
- Diretto da: Ramón Salazar
- Scritto da: Carlos Montero e Darío Madrona

### Trama
Ander dice a Omar di essere disposto a prendersi la colpa per la morte di Polo, visto che ormai non ha nulla da perdere.
Passato. Ander affronta gli effetti collaterali della chemio e, quando inizia a perdere i capelli, chiede a Omar di rasarlo a zero, spiegando ai compagni di classe cosa gli sta accadendo. La notizia ha l'effetto di ricompattare momentaneamente i ragazzi. Valerio tiene i piedi in due staffe. Da una parte aiuta Samuel e Rebeka a vendere la droga, consentendo alla ragazza di essere in pari con la retta. Dall'altra frequenta di nascosto Polo e Cayetana, con cui ha iniziato un originale ménage à trois che gli permette di ottenere ripetizioni in cambio di favori sessuali. Valerio inizia così a rigare dritto, tanto da esprimere il desiderio di studiare al King's College di Londra insieme a Polo e Cayetana, ammessi grazie alla raccomandazione delle madri del primo. Il problema è che Polo, per estendere questo privilegio anche a Valerio, dovrebbe riuscire a spiegare alle sue madri la loro relazione speciale. Nadia e Lu ottengono lo stesso punteggio per la borsa di studio, il che significa che servirà una prova orale per stabilire chi delle due ne beneficerà. Lu è attraversata dal pensiero di far saltare fuori la liason segreta tra Omar e Malick, avendo saputo che, se Nadia dovesse lasciare Malick, suo padre non le permetterebbe di andare a New York da sola. Nonostante questo, Lu continua a prodigarsi affinché la rivale non scopra niente. Carla è informata dal padre che sta per firmare il contratto con Yeray, dove è inserita una clausola che gli permetterà di recedere entro i primi cinque anni. Rebeka è messa in guardia dalla madre sul conto di Samuel, accusandolo di aver piazzato la cimice che ha condotto al suo arresto. Polo si interessa alla situazione di Ander, rivelandogli il ménage à trois con Cayetana e Valerio. La relazione viene successivamente scoperta dalle madri di Polo, rientrate a sorpresa mentre i tre stavano amoreggiando in piscina.
Guzmán si arrabbia con Ander perché lo ha visto in compagnia di Polo. Valerio inizia a nutrire dei dubbi sull'utilità di proseguire il ménage à trois, ma Cayetana gli spiega che la sua intesa con Polo può funzionare soltanto grazie a lui. Carla annuncia ai genitori che intende lasciare Yeray, stanca di essere usata per salvare le cantine. La madre, pur disprezzando il comportamento dell'ex marito, invita Carla a tenersi stretto Yeray pur di salvare gli affari di famiglia. Rebeka annuncia a Samuel che esiste un hard disk contenente le registrazioni della telecamera a circuito chiuso di casa sua e lo otterrà da un tizio alla festa black out in discoteca. Quando Rebeka va in bagno, Samuel consegna la borsa a Omar e costui la butta nel cestino dei rifiuti. Al momento dell'abbuio, quando le coppie iniziano a baciarsi, Rebeka rivela a Samuel che aveva messo della pittura luminescente sulla borsa, quindi le sue mani sono sporche. Rebeka, avendo capito l'inganno di Samuel, fa sbattere quest'ultimo contro la vetrata con un pugno, ammaccandola. 
La tintura è finita anche sulle mani di Omar, avendo toccato la borsa, che nel frattempo aveva consumato una sveltina nel retro del bar con Malick. Vedendo sia Omar che Malick sporchi di pittura, Nadia capisce cosa è accaduto e schiaffeggia il fidanzato. Il giorno seguente a scuola Lu, dispiaciuta per la scoperta fatta da Nadia, la incita a vendicarsi su Malick.
Presente. Ander riferisce alla detective che voleva raccogliere il collo della bottiglia, ma Guzmán lo ha preceduto.

## Rebeka
- Titolo originale: Rebeka
- Diretto da: Ramón Salazar
- Scritto da: Carlos Montero e Darío Madrona

### Trama
La detective invita i ragazzi a fornire tutte le informazioni utili su ciò che hanno visto. Samuel chiede a Rebeka di mandare qualcuno a minacciare Polo.
Passato. Carla prova a combattere l'apatia rifornendosi di droga da Valerio. Dopo averli sorpresi in bagno, Samuel dice a Valerio di non venderle più nulla e gli intima di andarsene da casa sua. Nadia vince la borsa di studio per la Columbia e Lu si complimenta sportivamente con lei, la prima persona che è stata capace di batterla. Polo prova a intercedere in favore di Valerio con Samuel, chiedendogli di tenerlo a vivere da lui fino a quando non avrà trovato una nuova sistemazione e credendo che il suo odio verso Valerio sia dovuto alla loro relazione. Ma Samuel replica negativamente, svelando a Polo che Valerio spaccia droga e ne ha venduta anche a Carla. La sera Valerio e Cayetana vanno a casa di Polo per stabilirsi lì ma quest'ultimo, ripensando alle parole di Samuel, vuole che Valerio gli dica in che modo ha guadagnato il denaro per l'università; Valerio confessa e così Polo caccia via sia Valerio che Cayetana. La chemio di Ander non ha dato i risultati sperati e dovrà sottoporsi a una terapia più pesante. Preoccupato per il fidanzato, Omar si butta sempre di più tra le braccia di Malick. Il padre di Nadia vorrebbe che sua figlia e Malick si fidanzassero ufficialmente prima di trasferirsi a New York. Mentre Malick è d'accordo, affinché possa poi dedicarsi liberamente ai suoi passatempi gay dietro la parvenza del matrimonio, Nadia non è d'accordo e rinuncia alla borsa di studio. Informata dalla preside che la borsa ora spetta a lei, Lu pretende che Nadia, avendola battuta lealmente, non ci rinunci per colpa di uno stupido come Malick. Yeray compra la casa in cui trascorrerà le vacanze estive con Carla, organizzando una festa per l'inaugurazione.
Nadia rivela ai genitori che la storia con Malick non è mai stata reale, tuttavia non ha alcuna intenzione di rinunciare alla borsa di studio ottenuta con tanti sacrifici. Suo padre capisce che deve ascoltare la figlia e lasciarla andare. Recitando la parte della fidanzata felice, Carla continua ad assumere droga e alla festa compra una dose da Rebeka. Nadia ha convinto la scuola a dividere la borsa di studio in due parti, chiedendo a Lu di andare a New York con lei. Guzmán scopre così che Nadia ha rotto il fidanzamento con Malick, felice che possa vivere il sogno americano con Lu. Yeray non accetta che Carla continui a prendere la droga, dicendole che non ne ha bisogno per essere felice. Dopo aver letto alcuni messaggi di Malick sul cellulare di Omar, Ander dà il benestare alla loro relazione e confessa a Omar di averlo tradito con Alexis, un ragazzo conosciuto alla chemioterapia. Carla sviene dentro la piscina ed è soccorsa da Polo, convinto da Cayetana ad andare alla festa. Il giorno seguente Polo aggredisce Valerio pensando che sia stato lui a vendere la droga a Carla, e Rebeka prende le sue difese. Interviene anche Samuel che aggredisce Polo. Nella confusione, Rebeka perde di mano alcune bustine contenenti la droga, che vengono viste dalla preside uscita dal suo ufficio per il trambusto.
Presente. Rebeka riferisce alla detective di aver visto Samuel entrare in bagno dopo Polo.

## Nadia e Omar
- Titolo originale: Nadia y Omar
- Diretto da: Ramón Salazar
- Scritto da: Carlos Montero e Darío Madrona

### Trama
Guzmán e Nadia si baciano in discoteca, interrompendosi quando vedono Polo entrare.
Passato. La preside assume provvedimenti drastici e decide di espellere Rebeka e Valerio, direttamente responsabili dello spaccio di droga a scuola, ma anche Samuel e Guzmán, colpevoli di aver infastidito Polo per tutto l'anno scolastico, contravvenendo all'ordine di lasciarlo in pace. Nessuno di loro quattro potrà quindi diplomarsi. Furibondo, Samuel tenta di aggredire Polo e litiga con Nadia, accusandola di essere passata dalla parte dei ricchi. Lu getta la spugna con Valerio, avendo provato in tutti i modi a farlo cambiare, e gli augura buona fortuna per la sua vita. Rimproverando sua madre per la severità dimostrata, soprattutto nei confronti di Samuel e Guzmán, Ander rimane convinto di non avere possibilità di guarigione e non vuole continuare a curarsi. Guzmán invita l'amico, qualunque decisione prenderà, a non isolarsi. Nadia propone a Omar di seguirla a New York, provando a costruire una nuova vita all'estero. La madre di Rebeka è rilasciata, invitando la figlia a non preoccuparsi più della propria istruzione per unirsi agli affari di famiglia. Dimessa dall'ospedale senza ricordarsi cosa le è accaduto, Carla lascia Yeray, riconoscendo che la loro storia è stata una finzione. Polo è convinto dalla madre a partecipare alla festa del diploma.
Alla cerimonia del diploma i genitori di Guzmán minacciano la preside di adire le vie legali. Polo accusa Cayetana di non essere innamorata di lui, bensì dei suoi soldi. Ritirando il premio per la borsa di studio, Lu e Nadia accusano Polo di aver rovinato quello che avrebbe dovuto essere un momento di felicità, impedendo ai quattro compagni di diplomarsi e alla defunta Marina di essere con loro. Una delle madri di Polo sale sul palco e dichiara che la borsa di studio è annullata. Terminata la cerimonia, Samuel è convocato in centrale da un'affranta detective che gli deve comunicare l'arresto di sua madre e Nano, il vero obiettivo della loro collaborazione. Nonostante le scuse delle detective, inconsapevole di questa trama, Samuel la accusa di appartenere allo stesso sistema corrotto che permette all'assassino Polo di girare impunito. Malick vorrebbe che Omar lo seguisse a New York anche senza sua sorella. Yeray ha modificato il contratto con il padre di Carla, indicando Carla come unico gestore delle cantine e del patrimonio associato una volta che sarà diventata maggiorenne. Polo confessa alle madri di aver ucciso Marina, volendosi finalmente assumere la colpa di quanto ha combinato, e chiede loro di non cancellare la borsa di studio, permettendo almeno a qualcuno di avere un finale felice.
I ragazzi vanno a festeggiare in discoteca. Omar annuncia ad Ander che andrà a New York con Malick, senza sapere che Ander li aveva sentiti parlarne. Accettando questa sua decisione, Ander abbraccia Omar e gli dice addio. Carla sta per fare un annuncio importante a Samuel, ma si interrompe quando Polo compare sulle scale.
Presente. Messo alle strette dalla detective, Omar accusa sua sorella Nadia di essere entrata in bagno.

## Polo
- Titolo originale: Polo
- Diretto da: Ramón Salazar
- Scritto da: Carlos Montero e Darío Madrona

### Trama
Polo vuole che Cayetana gli dica dove ha nascosto il trofeo, affinché si possa costituire, e la accusa di aver inviato i messaggi per non farlo ammettere alla scuola inglese. Lu lancia il cocktail addosso a Polo, invitandolo a cambiarsi la camicia come fece la sera in cui uccise Marina, impedendogli di dirle che è riuscito a farle riavere la borsa di studio. Samuel approfitta della momentanea assenza di Omar per rubare il coltello dal bancone del bar. Guzmán lo vede, costringendolo a lasciare il coltello a terra per evitare conseguenze irreparabili. In alternativa, Samuel chiede a Rebeka di attingere alle sue conoscenze e trovare qualcuno che possa spaventare Polo. Lu prende la bottiglia di champagne che Valerio aveva appena ordinato. Polo annuncia a Guzmán che il mattino seguente andrà dalla polizia, rimediando a tutti gli errori commessi. Invitandolo ad andarsene per evitare conseguenze peggiori, Guzmán dice a Polo che non avrà mai il suo perdono. Lu fa cadere lo champagne e raccoglie il collo della bottiglia, andando nel bagno in cui Polo si sta asciugando e inizia a discutere con lui. Quando Polo le rinfaccia che nessuno le vuole bene, Lu gli si scaglia addosso e inavvertitamente lo trafigge con il collo di bottiglia al cuore. Uscendo barcollante dal bagno, Polo si scontra con un ballerino e, sfondando la vetrata, precipita al piano inferiore. Mentre Carla nasconde il collo di bottiglia nella borsa, Guzmán perdona Polo prima che il vecchio amico esali l'ultimo respiro.
I ragazzi si riuniscono in attesa che arrivi la polizia. Valerio propone di toccare il collo di bottiglia, cosicché siano trovate le impronte di tutti e Lu non venga identificata come l'unica responsabile della tragedia. Guzmán invita gli amici ad accusarsi a vicenda, in modo tale che la polizia non riesca ad avere un quadro chiaro della situazione. Spaventato dall'aver visto la morte così vicina, Ander sente il bisogno di riavvicinarsi a Omar, dicendogli di aver inventato la storia del tradimento con Alexis perché lo voleva allontanare da sé. Omar però non riesce a perdonarlo. Lu è l'ultima a testimoniare e trova il coraggio di dire che non è stata lei a uccidere Polo. All'alba i ragazzi escono dalla discoteca. Guzmán e Nadia si baciano, mentre Carla dice a Samuel che andrà a studiare all'estero e gli chiede di andarla a trovare ogni tanto. Rebeka implora la madre di uscire dai suoi brutti giri. Le madri di Polo sono convocate in centrale perché, poco distante dalla discoteca, è stato rinvenuto il trofeo con cui fu uccisa Marina recante le impronte di Polo. Le due donne dichiarano che il figlio aveva confessato loro di essere l'assassino, il che automaticamente fa cadere le accuse nei confronti di Nano. Samuel rivela alla detective che Nano non tornerà comunque in Spagna perché non si fida del sistema giudiziario e Samuel l'accusa di non aver saputo fare il suo lavoro, altrimenti la tragedia della discoteca non sarebbe mai avvenuta.
Le madri di Polo si offrono di pagare gli studi a Cayetana, ma la ragazza rifiuta perché è stanca di vivere da finta ricca. Carla costringe il padre ad assumere Valerio come addetto alle pubbliche relazioni delle cantine. Lu, Nadia, Omar e Malick sono all'aeroporto, pronti a partire per New York. Guzmán lascia un messaggio a Nadia in cui le dice che sarà sempre lì ad aspettarla e lei promette che prima o poi tornerà da lui. Il padre di Omar accetta l'omosessualità del figlio, dichiarandosi dispiaciuto che il suo ragazzo sia malato. Omar, felice, cambia idea e decide di non partire, precipitandosi da Ander che è dal dottore in attesa del responso sulle nuove cure. Omar promette che gli starà accanto qualunque cosa succederà e Ander gli dà una grande notizia: il tumore è in remissione.
Due mesi dopo. A Las Encinas inizia il nuovo anno scolastico. Samuel, Guzmán e Rebeka recuperano l'anno scolastico perso, pronti a conoscere i loro nuovi compagni di classe. Con loro ci sono Ander, tornato in piena salute, e Omar, diventato un nuovo studente della scuola. Cayetana è stata assunta come bidella, ereditando quello che era stato il ruolo di sua madre.